# تپه امامزاده عبدالله
تپه امامزاده عبدالله مربوط به دوران پیش از تاریخ ایران باستان است و در شهرستان ساوه، روستای اوجان واقع شده و این اثر در تاریخ ۱۴ مهر ۱۳۵۴ با شمارهٔ ثبت ۱۱۹۴ به‌عنوان یکی از آثار ملی ایران به ثبت رسیده است.